# Долгобородов, Сергей Степанович
Долгобородов Сергей Степанович (1867—после 1917) — офицер Российского императорского флота, участник Русско-японской войны, командир миноносца «Лейтенант Бураков», участник обороны Порт-Артура, Георгиевский кавалер, контр-адмирал.

## Биография
Долгобородов Сергей Степанович родился в Санкт-Петербурге 4 июля 1867 года. В службе с 1884 года. Учился в Морском училище, во время учебы имел звание фельдфебель. 29 сентября 1887 года окончил училище 5-м по успеваемости и произведён в мичманы. В 1889—1892 годах находился в кругосветном плавании на полуброненосном фрегате «Владимир Мономах» из Балтики на Дальний Восток и обратно. 28 марта 1893 года произведён в лейтенанты. С 1895 по 1897 год служил на броненосном крейсере «Рюрик». В 1896 году окончил в Кронштадте Минный офицерский класс и зачислен в минные офицеры 1 разряда. С 1899 по 1902 год служил старшим минным офицером на бронепалубном крейсере 1 ранга «Варяг», затем назначен командиром миноносца «Беспощадный». С 29 января 1903 года был старшим офицером мореходной канонерской лодки «Отважный», с апреля 1903 года получал содержание капитан-лейтенанта по цензу.

### Участие в Русско-японской войне

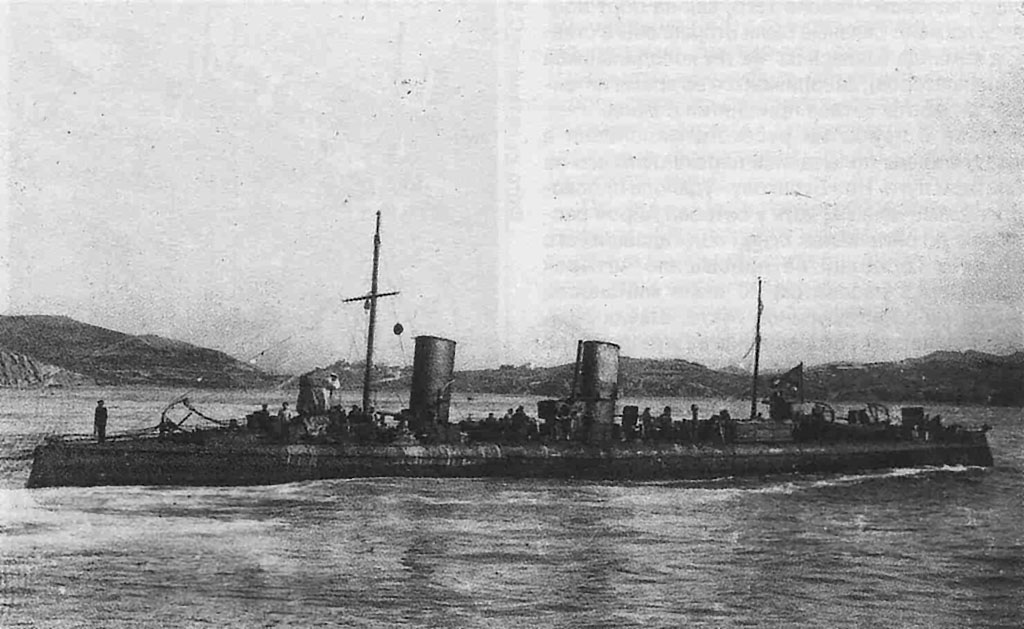
Эскадренный миноносец «Лейтенант Бураков» незадолго до гибели, 1904 год.

В начале Русско-японской войны командовал миноносцем № 217. 12 апреля 1904 года назначен командиром миноносца «Лейтенант Бураков», который входил в состав Первой Тихоокеанской эскадры. Миноносец активно использовался в качестве сторожевого корабля в Порт-Артуре и, являясь самым быстроходным кораблем Порт-Артурской эскадры, служил посыльным судном. Дважды прорывал блокаду Порт-Артура и доставлял документы в Инкоу и Чифу по заданию Главнокомандующего флотом и армией. Приказом Наместника Е.И.В. на Дальнем Востоке № 505 от 18 июня 1904 года "За отличную распорядительность и мужество при исполнении особо важного поручения на миноносце «Лейтенант Бураков» Долгобородов был награждён орденом Святого Владимира 4 степени с мечами и бантом. 6 декабря 1904 года произведён в капитаны 2 ранга, а через неделю, 15 декабря, во время бомбардировки крепости Порт-Артур, был ранен осколками 6-дюймового снаряда в обе ноги. После сдачи Порт-Артура остался в его госпитале по ранению. 12 декабря 1905 года был награждён Золотой саблей «За храбрость», а 7 июня 1909 года орденом Святого Георгия 4-й степени.
После излечения вернулся на службу. В 1907—1909 годах командовал миноносцем «Послушный» на Балтийском море. 28 декабря 1909 года произведён в капитаны 1 ранга «за отличие по службе». С 1909 по 1910 годы был командиром посыльного судна «Азия». С 20 декабря 1911 года — исполняющий должность Директора Инвалидного дома Императора Павла I. На 1916 год был холост. 22 июня 1917 года — уволен в отставку с производством в контр-адмиралы. Информация о дальнейшей судьбе Сергея Степановича Долгобородова в открытых источниках отсутствует.

## Награды
Контр-адмирал Долгобородов Сергей Степанович был награждён орденами и медалями Российской империи:
- орден Святого Станислава 3-й степени (06.12.1898);
- орден Святой Анны 3-й степени (06.12.1901);
- орден Святого Станислава 2-й степени с мечами (26.03.1904);
- орден Святого Владимира 4-й степени с мечами и бантом (18.06.1904);
- Золотая сабля с надписью «За храбрость» (12.12.1905);
- орден Святого Георгия 4-й степени (07.06.1909);
- орден Святого Владимира 3-й степени (14.04.1913);
- Серебряная медаль «В память царствования императора Александра III» (1896);
- Серебряная медаль «В память русско-японской войны» с бантом (1906);
- Светло-бронзовая медаль «В память 300-летия царствования дома Романовых» (1913);
- Крест «За Порт-Артур» (1914);
- Светло-бронзовая медаль «В память 200-летия морского сражения при Гангуте» (1915).

Иностранные:
- орден Короны 3 степени (1901, Пруссия);
- орден Почётного легиона, кавалерский крест (1901, Франция)